# Kreuzbruchhof
Kreuzbruchhof ist ein Ortsteil der Stadt Burg Stargard des Amtes Stargarder Land im Landkreis Mecklenburgische Seenplatte in Mecklenburg-Vorpommern.

## Geographie
Der Ort liegt zwei Kilometer nordöstlich der Stadt Burg Stargard und sieben Kilometer südöstlich von Neubrandenburg in einem Endmoränengebiet östlich des Tollensesees. Die Nachbarorte sind Carlshöhe im Norden, Bannenbrück im Nordosten, Cölpin im Osten, Marienhof und Dewitz im Südosten, Quastenberg im Süden, Bargensdorf im Westen sowie Lindenhof im Nordwesten.